# 13753 Дженівірта
13753 Дженівірта (13753 Jennivirta) — астероїд головного поясу, відкритий 17 вересня 1998 року.
Тіссеранів параметр щодо Юпітера — 3,180.